# Dănuț Lupu
Dănuț Lupu (ur. 27 lutego 1967 w Gałaczu) – rumuński piłkarz grający na pozycji ofensywnego pomocnika.

## Kariera klubowa
Lupu wychował się w klubie Dunărea Galați, wywodzącego się z rodzinnego Gałacza. W sezonie 1985/1986 zadebiutował w jego barwach w drugiej lidze i grał tam do końca 1986 roku. Na początku 1987 przeszedł do Dinama Bukareszt, a 8 marca zadebiutował w pierwszej lidze w wygranym 2:0 spotkaniu z FC Brașov. Od czasu przyjścia do Dinama grał w pierwszym składzie i na koniec sezonu 1986/1987 został wicemistrzem Rumunii. Sukces ten osiągnął także w 1988 i 1989 roku, a w 1990 wywalczył z Dinamem dublet - mistrzostwo i Puchar Rumunii.
Latem 1990 Lupu wyjechał do greckiego Panathinaikosu. Spędził tam jeden sezon jako rezerwowy i został mistrzem Grecji. Po sezonie trafił do średniaka AE Korinthos, z którym w 1993 roku zajął ostatnie miejsce i spadł do drugiej ligi. W Grecji grał jeszcze przez pół roku w drużynie OFI 1925.
W 1994 roku Lupu wrócił do Rapidu, a latem został wypożyczony do włoskiej Brescii Calcio, gdzie grał wraz z rodakiem Ioanem Sabău. Po pół roku wrócił do Rapidu, a już w następnym sezonie znów był zawodnikiem Dinama. W 1997 roku zajął 3. miejsce w lidze, a latem ponownie grał w Rapidzie. W 1998 i 2000 roku był wicemistrzem Rumunii, a w 1999 wywalczył tytuł mistrza kraju. Ostatni sezon kariery Dănuța to sezon 2000/2001, gdy najpierw grał w Dinamie, a następnie w izraelskim Hapoelu Cafririm Holon.
| Sezon   | Klub                  | Kraj    | Rozgrywki     | Mecze | Bramki |
| ------- | --------------------- | ------- | ------------- | ----- | ------ |
| 1985/86 | Dunărea Galați        | Rumunia | Divizia B     | ?     | ?      |
| 1986/87 | Dunărea Galați        | Rumunia | Divizia B     | ?     | ?      |
| 1986/87 | FC Dinamo Bukareszt   | Rumunia | Divizia A     | 16    | 1      |
| 1987/88 | FC Dinamo Bukareszt   | Rumunia | Divizia A     | 25    | 6      |
| 1988/89 | FC Dinamo Bukareszt   | Rumunia | Divizia A     | 27    | 4      |
| 1989/90 | FC Dinamo Bukareszt   | Rumunia | Divizia A     | 22    | 6      |
| 1990/91 | Panathinaikos AO      | Grecja  | Alpha Ethniki | 10    | 1      |
| 1991/92 | AE Korinthos          | Grecja  | Alpha Ethniki | 27    | 1      |
| 1992/93 | AE Korinthos          | Grecja  | Alpha Ethniki | 20    | 2      |
| 1993/94 | OFI 1925              | Grecja  | Alpha Ethniki | 9     | 1      |
| 1993/94 | Rapid Bukareszt       | Rumunia | Divizia A     | 2     | 0      |
| 1994/95 | Brescia Calcio        | Włochy  | Serie A       | 15    | 1      |
| 1994/95 | Rapid Bukareszt       | Rumunia | Divizia A     | 13    | 6      |
| 1995/96 | FC Dinamo Bukareszt   | Rumunia | Divizia A     | 29    | 3      |
| 1996/97 | FC Dinamo Bukareszt   | Rumunia | Divizia A     | 13    | 4      |
| 1997/98 | Rapid Bukareszt       | Rumunia | Divizia A     | 27    | 3      |
| 1998/99 | Rapid Bukareszt       | Rumunia | Divizia A     | 28    | 5      |
| 1999/00 | Rapid Bukareszt       | Rumunia | Divizia A     | 22    | 5      |
| 2000/01 | FC Dinamo Bukareszt   | Rumunia | Divizia A     | 4     | 1      |
| 2000/01 | Hapoel Cafririm Holon | Izrael  | Ligat ha’Al   | 1     | 0      |

## Kariera reprezentacyjna
W reprezentacji Rumunii Lupu zadebiutował 11 października 1989 roku w przegranym 0:3 meczu z Danią. W 1990 roku był w kadrze Rumunii na Mistrzostwach Świata we Włoszech. Tam wystąpił w grupowym spotkaniu z Argentyną (1:1), a także w 1/8 finału z Irlandią (0:0, karne 4:5). Karierę reprezentacyjną zakończył w 1998 roku, a w drużynie narodowej wystąpił 14 razy i nie zdobył gola.